# Nord (яхта)
Суперяхта «Nord» була спущена на воду 2020 року на німецькій корабельні Lürssen зі штаб-квартирою поблизу Бремен-Вегезака. Зовнішній і внутрішній дизайн яхти розроблено венеційською компанією Nuvolari & Lenard.
Яхта «Nord», раніше відома як Project OPUS, була побудована яхтовою брокерською компанією Moran Yacht & Ship, розташованої у Форт-Лодердейлі, Флорида. 142-метровий корабель належить російському мільярдеру Олексію Мордашову і коштує в 500 мільйонів доларів. Після вторгнення Росії в Україну в 2022 році яхта відпливла до Сейшельських островів, а потім до російського тихоокеанського порту Владивосток, щоб уникнути захоплення через санкції.

## Право власності та історія

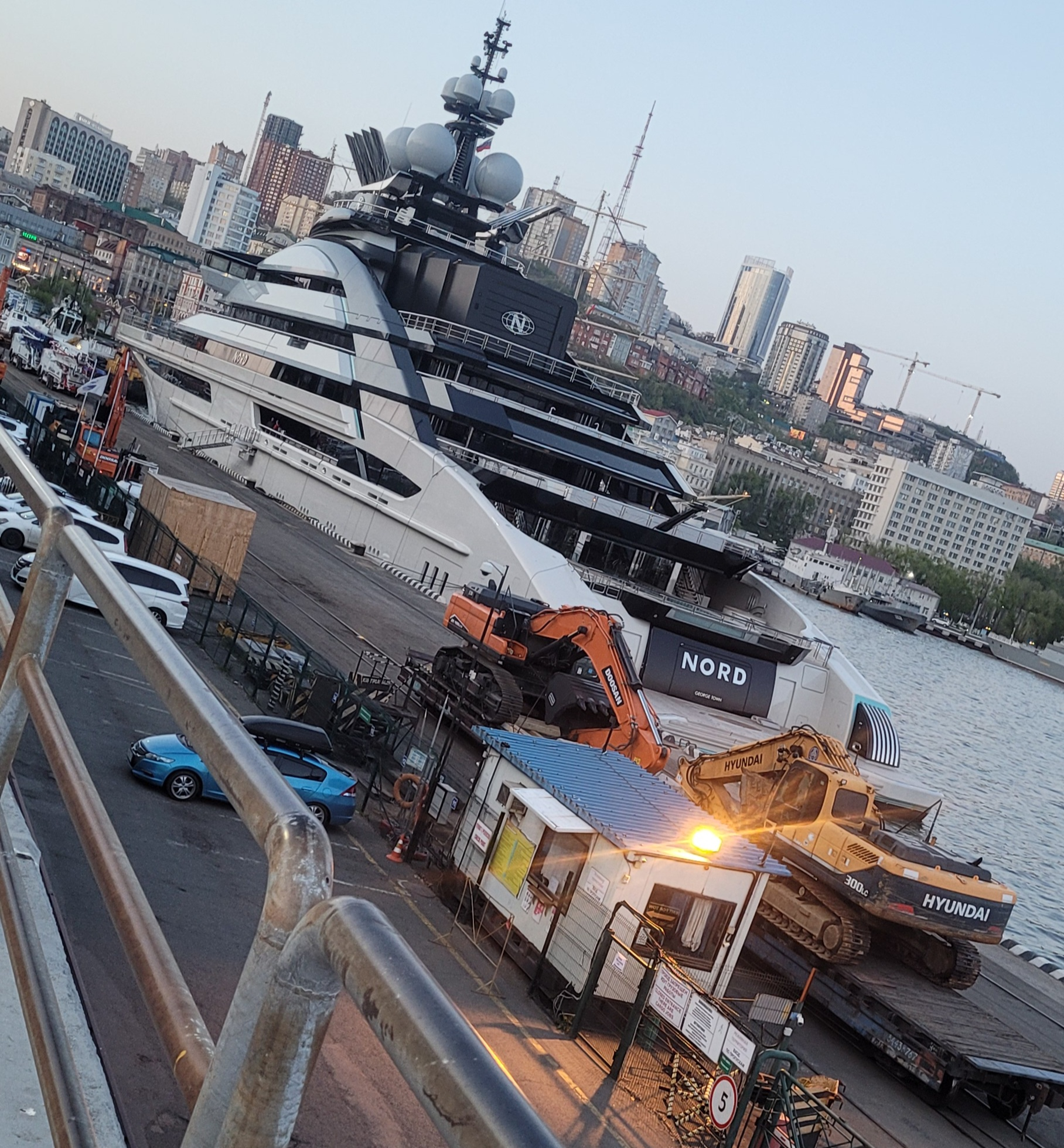
Яхта «Nord» у порту Владивостока (травень, 2022)

У березні 2022 року Forbes повідомляв, що Nord все ще належить Олексію Мордашову. Судно було зареєстроване на Кайманових островах вартістю 300 мільйонів доларів.
Перебуваючи під загрозою арешту через санкції, яхта 11 квітня 2022 року прибула до Владивостока в Росії, після того як 12 березня покинула Сейшельські острови, де Nord зазвичай проводив зиму. Luxury Launches повідомили, що Мордашов уникнув конфіскації, витративши 465 000 доларів на паливо та змусивши судно йти на повній швидкості до Владивостока, а також вимкнувши обов'язкові системи локації та пройшовши 6701 морську милю.
Потім яхта пропливла через Японське море до порту Пусан у Південній Кореї, а згодом повернулася до Владивостока, де її знову зафіксували 6 червня 2022 року. 7 жовтня 2022 року яхта була в гавані Гонконгу, 30 жовтня 2022 року ця яхта знаходиться на атолі Адду на Мальдівах. 23 лютого 2023 року Nord бачили в Прасліні на Сейшельських островах. 8 березня 2023 року зафіксовано перебування яхти у Ла-Дігу на Сейшельських островах, де гості готувалися до неординарного барбекю на пляжі Petite Anse.
12 червня 2023 року Nord знову ввімкнув транспондери, які були відключені ще в жовтні попереднього року. Яхту помітили в Індійському океані поблизу Індонезії. 28 червня судно прибуло до порту Владивостока.

## Характеристики
Розміри: довжина 142 метри, ширина 19,5 метри з осадкою 5,40 м. Має 20 кают, здатних вмістити в себе до 36 гостей, і 6 палуб, одна з яких технічна. Конструкція корпусу виконана зі сталі, а надбудова — з алюмінію.

### Зручності
Також на яхті розташовані тренажерний зал, ліфт, басейн, кінотеатр, гараж, джакузі на сонячній терасі, зона для барбекю, плавальна платформа, дайвінг-центр та пляжна зона, спа-салон, сауна та салон краси, існує підводне освітлення. Також є два посадкові майданчики для вертольотів, один на носі яхти, а інший на верхній палубі. Той, що знаходиться на верхній палубі, може бути перетворений на закритий ангар, вбудований у грот-щоглу.